# Манадиші
Манадиші́ (рос. Манадыши, ерз. Манадыши) — село у складі Атяшевського району Мордовії, Росія. Входить до складу Сабанчеєвського сільського поселення.
Стара назва — Манадиші 3-й.

## Населення
Населення — 147 осіб (2010; 173 у 2002).
Національний склад (станом на 2002 рік):
- ерзяни — 60 %
- росіяни — 40 %